# Gadget de bureau

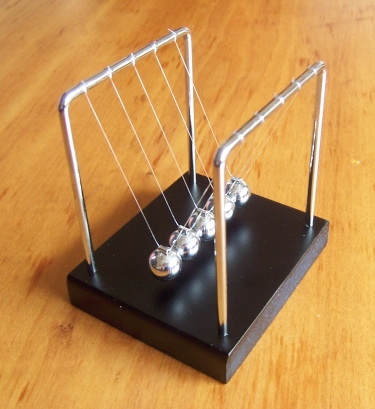
Une version d'un pendule de Newton destinée à être posée sur un bureau.

Un gadget de bureau est un objet, souvent un petit gadget mécanique, destiné à être placé sur le bureau d'un employé ou d'un cadre d'entreprise. Ce genre d'objet n'a aucune fonction destinée au travail de bureau, mais est simplement destiné à être intéressant ou amusant à regarder.

## Historique
Un précurseur pourrait avoir été conçu par le mathématicien et ingénieur Philon de Byzance (vers -280 – vers -220), consistant en un encrier octogonal comportant une ouverture sur chaque côté. Il était possible de tourner l'encrier afin que l'une des ouvertures soit située sur le dessus, comme un encrier classique, mais l'encre ne s'écoulait jamais par les trous des autres côtés. L'intérieur de l'encrier était suspendu en son centre par une série de cardans et restait droit quelle que soit la rotation.
Les cabinets de curiosités européens comportaient parfois des objets qui peuvent être considérés comme les ancêtres des gadgets de bureau actuels.

## Exemples
- Balle anti-stress
- Boîte à musique
- Bolo
- Boule à neige
- Boules de Baoding
- Casse-tête mécanique
- Cube magnétique
- Disque d'Euler
- Écosphère (aquarium clos)
- Écran magique
- Ferme de fourmis
- Gadget à base de ferrofluides
- Gadget à base de mouvement de liquides
- Gadget USB, tirant son énergie du port USB d'un ordinateur
- Jardin sec
- Lampe à lave
- Lampe à plasma
- Machine inutile
- Mirascope
- Magic 8 Ball
- Moteur Stirling (miniature, alimenté par la chaleur d'une main)
- Maneki-neko
- Nanoblocks, un système de jeu de construction similaire aux Lego, mais moitié plus petit
- Objet perpétuellement en rotation, dont le mouvement est maintenu par un électroaimant à sa base (pendule perpétuel, globe, toupie, etc.)
- Oiseau buveur
- Pendule chaotique (par exemple, un pendule double)
- Pendule de Newton
- Pendule de sable
- Pin Art, une boîte contenant des petites épingles qui peuvent être pressées d'un côté de façon à former une image tridimensionnelle de l'autre côté
- Pistolet à eau
- Presse-papier
- Radiomètre de Crookes
- Rubik's Cube
- Rubik's Snake
- Sablier
- Superœuf
- Sphère d'Hoberman
- Tirelire mécanique (en) et le Tirelire cochon
- Toupie
- Yo-yo